# Luke McCullough
Luke McCullough (Portadown, 15 de fevereiro de 1994) é um futebolista profissional norte-irlandês que atua como defensor, atualmente defende o Doncaster Rovers.

## Carreira
Luke McCullough fez parte do elenco da Seleção Norte-Irlandesa de Futebol da Eurocopa de 2016.